# فيكتور الأفيروني
فيكتور (بالفرنسية: Victor de l'Aveyron) (1788 تقريبا- 1828)، طفل متوحش فرنسي وجد وهو في سن الثانية عشرة تقريبا (كان يمر في سن البلوغ، وقد افترض الأطباء عمره في ذلك الوقت). كان يتحاشى الاختلاط مع الناس لحظة العثور عليه، وقد هرب من الحضارة حوالي ثماني مرات. وفي نهاية المطاف، تولى قضيته الطبيب الشاب جان مارك غاسبار إيتار، الذي عمل مع الصبي مدة خمس سنوات وأعطاه اسم «فيكتور». كان إيتارد مهتما بتحديد ما الذي يمكن أن يتعلمه فيكتور. وضع إجراءات لتعليم كلمات الصبي وسجل تقدمه. شق إيتارد طريقا جديدا في تعليم المتأخرين في النمو مستندا على عمله مع فيكتور.

## بداية حياته
يعتقد أن فيكتور ولد في عام 1788 تقريبا. حيث أنه عندما تم العثور عليه في عام 1800 كان في مقتبل البلوغ في غضون سنة أو سنتين. ولا يعرف متى أو كيف جاء للعيش في الغابة الواقع بالقرب من قرية سانت سيرينا-سور-رانس، بالرغم من أنه قد شوهد هناك تقريبا في عام 1794. في عام 1797 تم رصده من قبل ثلاثة صيادين، هرب منهم ولكنهم استطاعوا القبض عليه عندما حاول تسلق شجرة. أحضروه إلى بلدة قريبة حيث كانت ترعاه أرملة. وسرعان ما هرب وعاد إلى الغابة؛ تم رصده عدة مرات في 1798 و 1799. في 8 يناير 1800، خرج من الغابات من تلقاء نفسه. لم يكن عمره معروفا، ولكن سكان القرية قدروه بنحو اثني عشر سنة. لا يستطيع الكلام، فضلا عن ميوله للغذاء والندوب الكثيرة على جسده، يعتقد البعض أنه كان في البرية منذ ولادته.

## دراسة الحالة

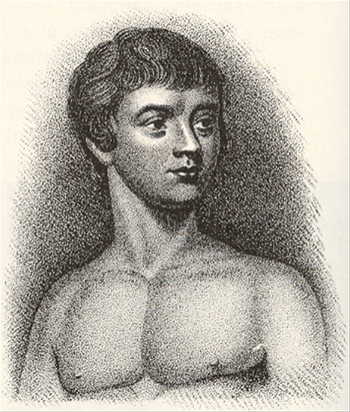
فيكتور الأفيروني

بعد العثور على فيكتور بوقت قصير، فحصه رئيس الدّير والبروفسور في علم الأَحْياء بيير جوزيف بوناتير. بدأ بإزالة ملابس الصبي وقاده خارجا إلى الثلج، بدأ على فيكتور المرح وهو عاري، وقد تبين إلى البروفسور أن الصبي كان معتادا على البرد بشكل واضح. راقب مفوض الحكومة المحلية كونستانس سان استيف الصبي:9 وكتب أن هناك «شيأ غير عادي في سلوكه، مما يجعله يبدو قريبا من سلوك الحيوانات البرية». في النهاية تم نقل الصبي إلى مدينة روديز، حيث سافر رجلان لاكتشاف ما إذا كان ابنهما المفقود أم لا، حيث أن الرجلين قد فقدا أبنيهما خلال الثورة الفرنسية، لكن انكر كل منهما انه ابنه. انتشر شائعات أخرى بشأن أصول الصبي. فمثلا، أحد الشائعات تقول أن الصبي ابن غير شرعي تخلي عنه في سن مبكرة لأنه كان أبكم.:17 يعتقد «إيتارد» أن فيكتور قد «عاش في عزلة مطلقة من سن الرابعة أو الخامسة تقريبا إلى الثاني عشر، وهو العمر الذي قد يكون فيه عندما تم أخذه من غابة كيون». وهذا يعني أنه من المفترض أنه قد عاش مدة سبع سنوات في البرية.:10
كان من الواضح أن فيكتور يسمع جيدا، لكن تم نقله إلى المعهد الوطني للصم في باريس لغرض دراسته من قبل روش-أمبرويز كوكورون سيكارد الشهير. يعتقد سيكارد وعدد من الأعضاء في جمعية مراقبي الإنسان أنه من خلال دراسة وتثقيف الصبي، فإنهم سيكسبون الإثبات الذي يحتاجونه لنظرية المعرفة التجريبية المنشرة مؤخرا.:5 وفي سياق التنوير، عندما كان الكثيرون يناقشون ما يميز الإنسان عن الحيوان، كان من أهم العوامل هي القدرة على تعلم اللغة. من خلال دراستهم للصبي، فإنهم سيكونون قادرين على شرح العلاقة بين الإنسان والمجتمع.

### تأثير التنوير
يسبب التنوير للعديد من المفكرين كعلماء الطبيعة والفلاسفة إلى الاعتقاد بأن الطبيعة البشرية كانت موضوعا يحتاج إلى إعادة تعريف والنظر إليه من زاوية مختلفة. وبسبب الثورة الفرنسية والتطورات الجديدة في العلوم والفلسفة، فإن الإنسان ينظر إليه على أنها ليس بالخاص، ولكن كسمة من مكانه في الطبيعة.:42 وكان المأمول أن تدعم دراسة الصبي المتوحش لهذه الفكرة. كما أن فيكتور أصبح حالة تدرس في نقاش التنوير حول الاختلافات بين البشر والحيوانات الأخرى.
في ذلك الوقت، تم استخدام التصنيف العلمي (Juvenis averionensis)، كحالة خاصة لـ«الإنسان المتوحش» (Homo ferus)، وقد وصفها العالم كارولوس لينيوس في كتابه (نظام الطبيعة). أجبرت اكتشافات لينيوس الناس على طرح السؤال: «ما الذي يجعلنا بشر؟»، وهناك فكرة نامية أخرى انتشرت خلال عصر التنوير وهي فكرة الهمجي النبيل. حيث يعتقد البعض أن الإنسان الموجود في حالة طبيعة خالصة سيكون «لطيف وبريء وعاشق العزلة، يجهل الشر وغير قادر على التسبب في الأضرار المتعمدة».
كانت الفلسفات التي اقترحها أمثال جاك روسو وجون لوك ورينيه ديكارت كانت تتطور في الوقت الذي تم فيه اكتشاف الصبي في فرنسا في عام 1800، وقد أثرت هذه الفلسفات بشكل دائم على الطريقة التي ينظر فيها إلى الصبي، وكيف سيبني إيتارد تعليمه.

### تأثير الاستعمار
يقول الكاتب موراي سيمبسون إلى أن هناك «صلة مباشرة بين حوار الاستعمار في الخارج والتنظيم الداخلي لللشاذين نحو الوطن». إن الطريقة التي ينظر فيها الأوروبيون إلى «الآخرون» في المستعمرات والمواقع الغريبة الأخرى تشابه الطريقة التي ينظر فيها الشعب الفرنسي إلى صبي أفيرون المتوحش. إن سبب ضعف التفاهم خلال التنوير سبب في الهمجية.